# Bougival
Bougival é uma comuna francesa na região administrativa da Île-de-France, no departamento de Yvelines. A comuna possui 8 848 habitantes segundo o censo de 2014.

## Toponímia

### Bougival
A forma mais antiga de Bougival é Baudechisilovallis em 697, Beudechisilovalle ou Beudechisilo valle, Bogival por volta de 1205 e 1223, Bachivallis por volta de 1208, Bogevaux, Bogivaut, Bogeval em 1223, Buchivallis em 1240, Burgivallis, Burgi Vallis, Bougivallis no século XIV, Bachivalle em 1458.
Esta é uma formação toponímica medieval baseada no antropônimo frâncico Baudegisil seguido pelo francês antigo val "vale", daí o sentido global de "val de Baudegisil ou Bodegiselus", que é o mesmo.
A evolução fonética Baudegisil- > Bougi- é regular : mudez do [d] intervocálico, palatalização do [g] e apagamento da sílaba -sil por haplologia. As formas tardias Bachivallis ou  Bacchivallis correspondem às latinizações medievais fantasiosas.
Pode vir de Bodogisel, descendente do príncipe franco Munderico

### Charlevanne
Charlevanne é uma aldeia conhecida desde o século IX.
A primeira vez que foi mencionado um local habitado na comuna, entre 811 e 829 foi por um diploma de Luís, o Piedoso que declara que Carlos Martel, seu bisavô, construiu uma pesqueira no Sena no território de Ruel, no país do Pincerais, ele doa esta pescaria à Abadia de Saint-Germain-des-Prés e a seu abade Irminon. A carta indica os nomes de Piscatoria e Venna. Este mesmo lugar é citado por Aymoin, historiador que morreu em 1008, escrito sobre os estragos dos viquingues em torno de Paris e que cita o Karoli-Venna ou Karoli-Piscatoria.
Charlevanne é o mesmo lugar que a chamada La Chaussée, em uma ilha, protegida naturalmente e então no território de Rueil-Malmaison, Bougival não era, na época, ainda estabelecida como uma paróquia.